# Mazepînți, Bila Țerkva
Mazepînți (în ucraineană Мазепинці) este un sat în comuna Drozdî din raionul Bila Țerkva, regiunea Kiev, Ucraina.

## Demografie
Componența lingvistică a localității Mazepînți
     Ucraineană (98,99%)
     Rusă (1,01%)
Conform recensământului din 2001, majoritatea populației localității Mazepînți era vorbitoare de ucraineană (98,99%), existând în minoritate și vorbitori de rusă (1,01%).